# Albuca echinosperma
Albuca echinosperma är en sparrisväxtart som beskrevs av U.Müll.-doblies. Albuca echinosperma ingår i släktet Albuca och familjen sparrisväxter. Inga underarter finns listade i Catalogue of Life.